# Bosquerola capgroga
La bosquerola capgroga (Setophaga occidentalis) és un ocell de la família dels parúlids (Parulidae).

## Hàbitat i distribució
Habita els boscos de coníferes, a les muntanyes de l'oest dels Estats Units.